# Друга лінія (Метрополітен Інчхона)
Друга лінія (Метрополітен Інчхона) (кор. 인천 도시철도 2호선) — одна з ліній метрополітену в південнокорейському місті Інчхон. Лінія повністю інтегрована в систему Сеульського метро, на лінії якого існують безкоштовні пересадки.

## Історія
Розробка проекту будівництва Другої лінії розпочалася на початку 1990-х років. Спочатку планувалося що спорудження лінії почнеться в 1999 році, але через проблеми з фінансуванням будівництво розпочалося лише через 10 років — 26 червня 2009 року. Лінія в складі 27 станцій відкрилася 30 липня 2016 року.

## Рухомий склад
Лінію обслуговують 37 двовагонних потяги виробництва Hyundai Rotem, що живляться від третьої рейки. 

## Станції
Всі станції побудовані закритого типу з береговими платформами. Станції розраховані під приймання чотиривагонних потягів, але з моменту відкриття на лінії використовуються двохвагонні потяги.
Станції з північного заходу на схід.
| Друга лінія |                                             |                  |                                    |                           |             |                                    |
| № станції   | Назва українською                           | Назва корейською | Назва англійською                  | Розташування              | Пересадка   | Тип                                |
| І201        | «Комдан Орю»                                | 검단오류         | «Geomdan Oryu»                     | Район Со, Інчхон          |             | Естакадна з береговими платформами |
| І202        | «Вангкіль»                                  | 왕길             | «Wanggil»                          | Район Со, Інчхон          |             | Естакадна з береговими платформами |
| І203        | «Комдан Сагорі»                             | 검단사거리       | «Geomdan Sageori»                  | Район Со, Інчхон          |             | Підземна з береговими платформами  |
| І204        | «Мачон»                                     | 마전             | «Majeon»                           | Район Со, Інчхон          |             | Підземна з береговими платформами  |
| І205        | «Ванчонг»                                   | 완정             | «Wanjeong»                         | Район Со, Інчхон          |             | Підземна з береговими платформами  |
| І206        | «Докчонг»                                   | 독정             | «Dokjeong»                         | Район Со, Інчхон          |             | Підземна з береговими платформами  |
| І207        | «Комам»                                     | 검암             | «Geomam»                           | Район Со, Інчхон          | AREX        | Естакадна з береговими платформами |
| І208        | «Комбаві»                                   | 검바위           | «Geombawi»                         | Район Со, Інчхон          |             | Естакадна з береговими платформами |
| І209        | «Стадіон Асіад»                             | 아시아드경기장   | «Asiad Stadium»                    | Район Со, Інчхон          |             | Підземна з береговими платформами  |
| І210        | «Адміністрація району Со»                   | 서구청           | «Seo-gu Office»                    | Район Со, Інчхон          |             | Підземна з береговими платформами  |
| І211        | «Гачонг»                                    | 가정             | «Gajeong»                          | Район Со, Інчхон          |             | Підземна з береговими платформами  |
| І212        | «Ринок Гачонг-Чунганг»                      | 가정중앙시장     | «Gajeong Jungang Market »          | Район Со, Інчхон          |             | Підземна з береговими платформами  |
| І213        | «Соннам»                                    | 석남             | «Seongnam»                         | Район Со, Інчхон          |             | Підземна з береговими платформами  |
| І214        | «Громадський центр західних жінок»          | 서부여성회관     | «West Woman's Community Center»    | Район Со, Інчхон          |             | Підземна з береговими платформами  |
| І215        | «Інчхон Гачва»                              | 인천가좌         | «Incheon Gajwa»                    | Район Со, Інчхон          |             | Підземна з береговими платформами  |
| І216        | «Гачеуль»                                   | 가재울           | «Gajae-ul»                         | Район Со, Інчхон          |             | Підземна з береговими платформами  |
| І217        | «Національний індустріальний комплекс Чуан» | 주안국가산단     | «Juan National Industrial Complex» | На межі районів Со та Нам |             | Підземна з береговими платформами  |
| І218        | «Чуан»                                      | 주안             | «Juan»                             | Район Нам, Інчхон         | Перша лінія | Підземна з береговими платформами  |
| І219        | «Парк громади»                              | 시민공원         | «Citizens Park»                    | Район Нам, Інчхон         |             | Підземна з береговими платформами  |
| І220        | «Ринок Сокбаві»                             | 석바위시장       | «Seokbawi Market»                  | Район Нам, Інчхон         |             | Підземна з береговими платформами  |
| І221        | «Мерія Інчхона»                             |                  | «Incheon City Hall»                | Район Намдонг, Інчхон     | Перша лінія | Підземна з береговими платформами  |
| І222        | «Сокчхон Сагорі»                            | 석천사거리       | «Seokcheon Sageori»                | Район Намдонг, Інчхон     |             | Підземна з береговими платформами  |
| І223        | «Ринок Моране»                              | 모래내시장       | «Moraenae Market»                  | Район Намдонг, Інчхон     |             | Підземна з береговими платформами  |
| І224        | «Мансу»                                     | 만수             | «Mansu»                            | Район Намдонг, Інчхон     |             | Підземна з береговими платформами  |
| І225        | «Адміністрація району Намдонг»              | 남동구청         | «Namdong-gu Office»                | Район Намдонг, Інчхон     |             | Підземна з береговими платформами  |
| І226        | «Інчхонський Гранд парк»                    | 인천대공원       | «Incheon Grand Park»               | Район Намдонг, Інчхон     |             | Естакадна з береговими платформами |
| І227        | «Унйон»                                     | 운연             | «Unyeon»                           | Район Намдонг, Інчхон     |             | Наземна з береговими платформами   |

## Галерея

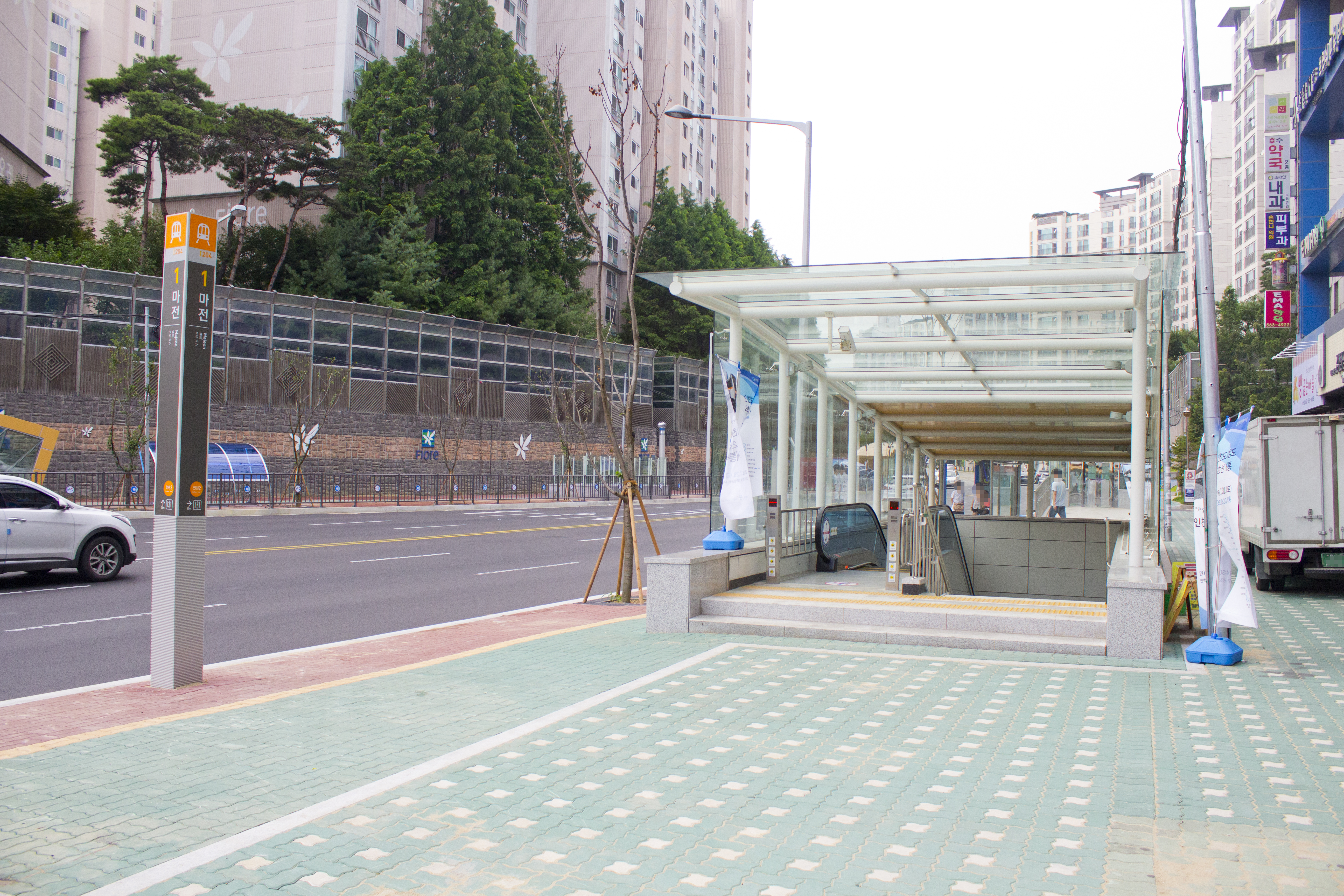
Один з виходів зі станції «Мачон»
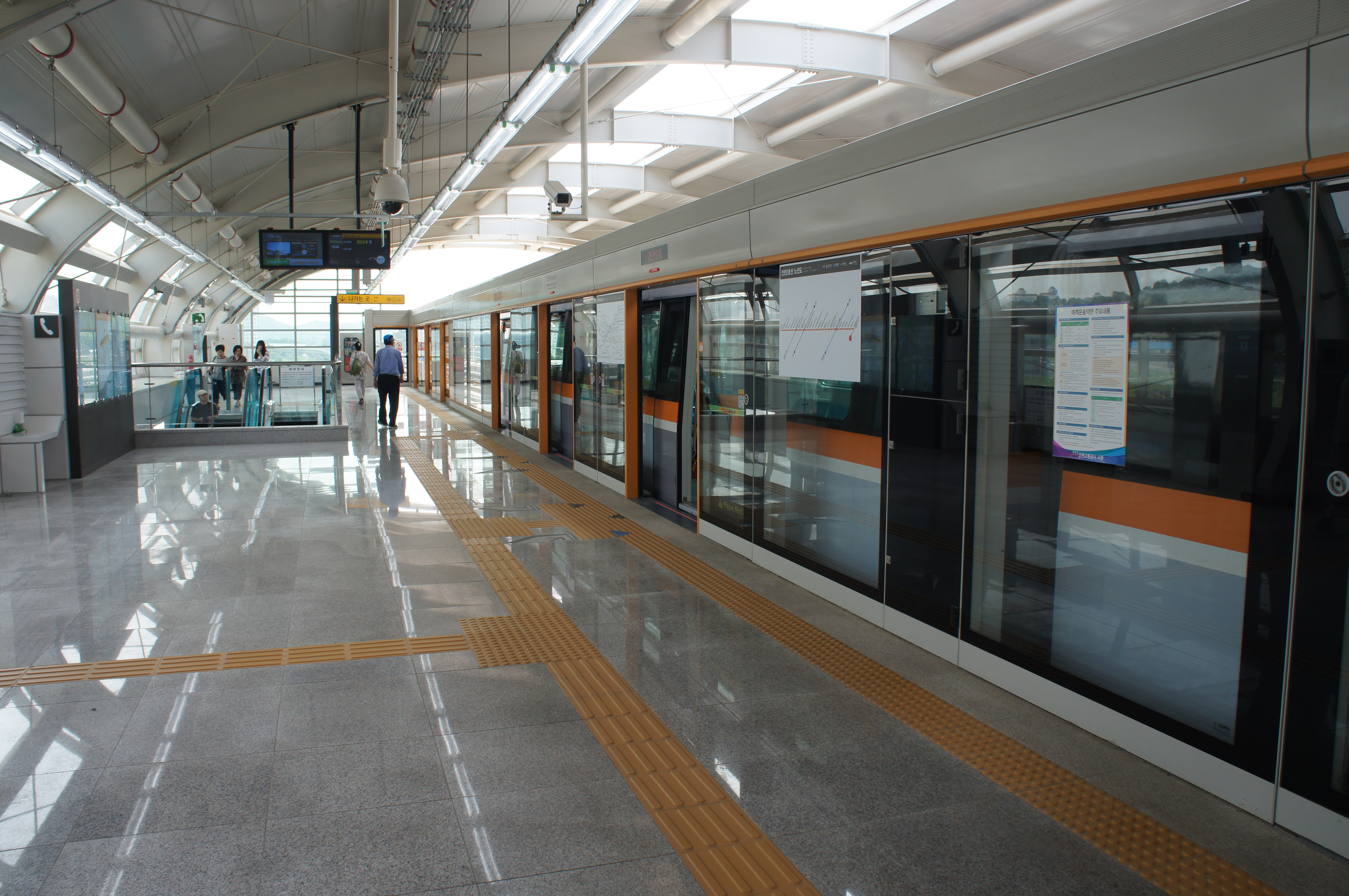
Платформа естакадної станції «Комдан Орю»
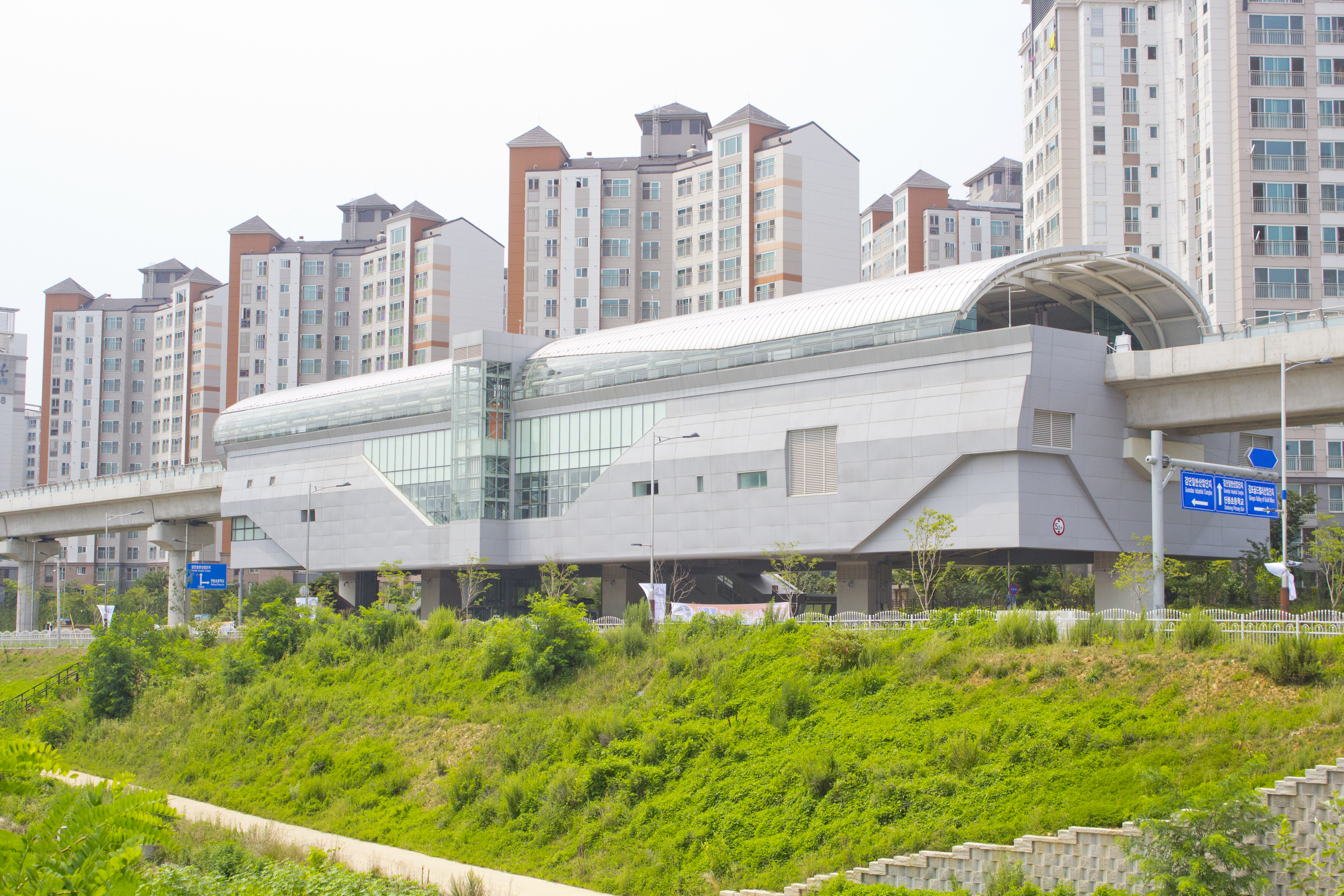
Естакадна станція «Вангкіль»
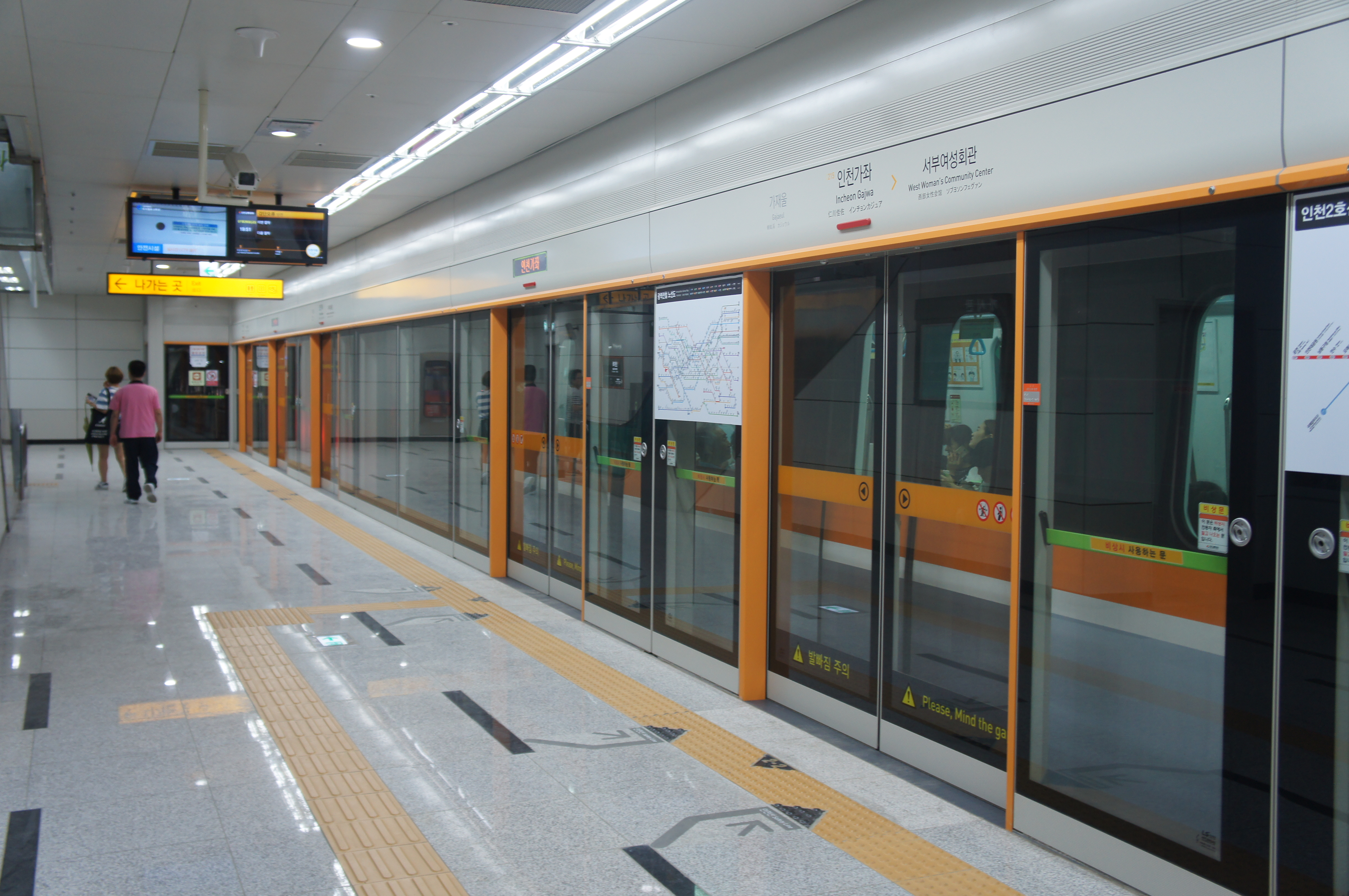
Платформа станції «Інчхон Гачва»